# Émilie d'Oultremont
Émilie d'Oultremont de Warfusée, in religione Maria di Gesù (Wégimont, 11 ottobre 1818 – Firenze, 22 febbraio 1878), è stata una religiosa belga, fondatrice della Società di Maria Riparatrice. Il 12 ottobre 1997 è stata proclamata beata da papa Giovanni Paolo II.

## Biografia
Appartenente alla nobile famiglia belga dei conti d'Oultremont, il 19 ottobre del 1837 sposò a Liegi Victor van der Linden, barone d'Hooghvorst, da cui ebbe quattro figli; soggiornò a Roma fino a quando il marito, contratta la malaria durante una battuta di caccia nelle paludi pontine, morì (10 agosto 1847).
L'8 dicembre del 1854, giorno della proclamazione del dogma dell'Immacolata Concezione, ebbe l'ispirazione di fondare una nuova congregazione religiosa femminile votata alla riparazione alle offese degli uomini al Santissimo Sacramento: aiutata dai Gesuiti, dei quali la d'Oultremont era figlia spirituale, nel 1855 diede vita a Strasburgo alla Società di Maria Riparatrice, che venne eretta canonicamente il 1º maggio del 1857 ed adottò il nome di madre Maria di Gesù.
Morì nel 1878 a Firenze, mentre si trovava in visita dal figlio Adrien: è sepolta nella chiesa di Santa Croce e San Bonaventura dei Lucchesi a Roma.

## La beatificazione e il culto
Dopo esserne state riconosciute l'eroicità delle virtù, papa Giovanni Paolo II le ha attribuito il titolo di Venerabile il 23 dicembre del 1993 e lo stesso pontefice ha presieduto la cerimonia di beatificazione il 12 ottobre 1997, in piazza San Pietro a Roma.
Il Martirologio Romano indica per la sua memoria la data del 22 febbraio.